# Judith de Bohemia
Judith de Bohemia (c. 1056/58-25 de diciembre de 1086), también conocida como Judith Přemyslid, era hija del duque Bratislao II de Bohemia y Adelaida de Hungría, siendo miembro de nacimiento de la dinastía Premislida, por su matrimonio con Vladislao I Herman, gran duquesa y reina consorte de Polonia.

## Primeros años de vida
Judith nació en la dinastía Premislida. Fue la segunda de cuatro hijos de Bratislao II de Bohemia y su segunda esposa, Adelaida de Hungría. Su padre se convirtió en duque en 1061 y su madre murió al año siguiente.

## Duquesa de Polonia
Alrededor de 1080, Judith se casó con el duque Vladislao I Herman de Polonia para solidificar la alianza bohemia-polaca recientemente establecida. Según los cronistas contemporáneos, la duquesa Judith realizó una notable labor de caridad, ayudando a los necesitados y asegurando el bienestar de súbditos y prisioneros. Después de casi cinco años de un matrimonio sin hijos, la necesidad de un heredero aumentó:
Por ser estéril oraba a Dios todos los días con lágrimas y oraciones, hacía sacrificios y pagaba deudas, ayudaba a viudas y huérfanos, y daba cantidades muy generosas de oro y plata para los monasterios, mandaba a los sacerdotes a orar a los santos y la gracia de Dios por un niño.
El 10 de junio de 1085, Judith y su esposo estuvieron presentes en la coronación de su padre, Bratislao II, como primer rey de Bohemia. Un año después, el 20 de agosto de 1086, dio a luz al tan esperado hijo y heredero, Boleslao. Nunca se recuperó de los efectos del parto y murió el 25 de diciembre. Fue enterrada en la Catedral de la Santísima Virgen María de Mazovia en Płock.